# Catharine MacKinnon

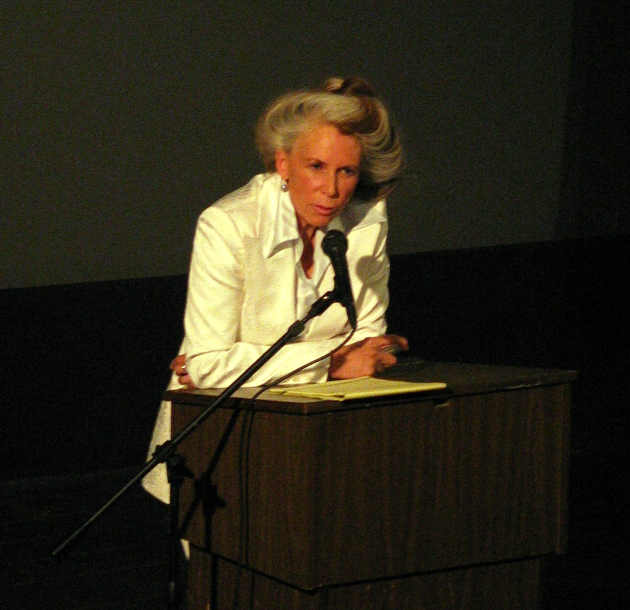
Catharine MacKinnon (2006)

Catharine Alice MacKinnon (* 7. Oktober 1946) ist eine US-amerikanische feministische Aktivistin, Anwältin und Professorin für Rechtswissenschaft. Sie gehört zu den wichtigsten Vertreterinnen des so genannten Radikalfeminismus und  beeinflusste diese Strömung der Frauenbewegung maßgeblich.

## Leben
MacKinnon wuchs in Minnesota auf. Ihr Vater George MacKinnon war Anwalt und Mitglied des Repräsentantenhauses. Sie studierte am Smith College (B.A.), das auch ihre Mutter besucht hatte.
1987 promovierte sie an der Yale University (Ph.D. in Politikwissenschaft). Seit 1990 lehrt sie Rechtswissenschaft an der University of Michigan. 2005 wurde sie in die American Academy of Arts and Sciences gewählt, 2023 zum Mitglied der American Philosophical Society, 2024 zum internationalen Mitglied der British Academy.

## Feministische Position
MacKinnon führt die Unterdrückung der Frau auf die gesellschaftlichen Strukturen zurück und fordert eine Gleichstellung von Mann und Frau. Sie sieht den Unterschied zwischen Mann und Frau in Machtpositionen und Machtgefügen. Um die Dominanz des Mannes zu überwinden, müsse die Frau an Macht und sozialem Status gewinnen. Gleichberechtigung heißt nach MacKinnon nicht, Wertigkeiten, Einstellungen und Attribute, die dem männlichen Geschlecht zugeordnet werden, zu übernehmen und sich ihnen anzupassen. Des Weiteren solle die Frau nicht ihre angeblich angeborenen 'weiblichen Werte' wie Zuneigung, Sorge und Erdverbundenheit hervorheben und sie weiter ausbilden, da die Betonung von unterschiedlichen Werten zwischen den beiden Geschlechtern zu größeren Geschlechterdifferenzen führe.

## Kampf gegen Pornographie
Seit Beginn der 1980er Jahre engagiert MacKinnon sich für ein gesetzliches Verbot von Pornographie. Sie begründet dies nicht mit moralischen Argumenten, sondern sieht eine Verletzung der Bürgerrechte der dargestellten Frauen. Bei Pornographie und Prostitution handle es sich nämlich in der sozialen Realität weder um Sex (im Sinne von gleichermaßen geteilter Intimität und Lust) noch um Arbeit.
MacKinnon äußerte sich in einem Interview wie folgt über sadomasochistische Lesben:

„Wenn Pornographie Teil Ihrer Sexualität ist, dann haben Sie kein Recht auf Ihre Sexualität.“